# Блэйз Бэйли
Блэйз Бэйли (англ. Blaze Bayley, настоящее имя Бэйли Александр Кук, англ. Bayley Alexander Cooke; род. 29 мая 1963 года, Бирмингем, Англия) — британский музыкант и автор песен. В настоящее время сольный исполнитель и вокалист в группе Wolfsbane, воссоединённой в 2007 году. В прошлом фронтмен группы Iron Maiden (1994—1999).

## Дискография

### Wolfsbane
Студийные альбомы
- Live Fast, Die Fast (1989)
- Down Fall The Good Guys (1991)
- Wolfsbane (1994)
- Wolfsbane Save The World (2012)

Концертные альбомы
- Massive Noise Injection (1993)
- The Lost Tapes: A Secret History (2012)

Сборники
- Lifestyles of the Broke and Obscure (2001)
- Howling Mad Shithead - The Best of Wolfsbane (2009)

Синглы
- All Hell's Breaking Loose Down at Little Kathy Wilson's Place (1990)
- Everything Else (1994)
- Did it for the Money (2011)

Демозаписи
- Wolfsbane (1985)
- Dancin' Dirty (1987)
- Wasted But Dangerous (1988)

### Iron Maiden
Студийные альбомы
- The X Factor (1995)
- Virtual XI (1998)

Сборники
- Best of the Beast (1996)
- Ed Hunter (1999)
- Eddie's Archive (2002)
- Edward the Great (2002, 2005)
- Visions of the Beast (2003)

### Blaze
Студийные альбомы
- Silicon Messiah (2000)
- Tenth Dimension (2002)
- Blood & Belief (2004)

Концертные альбомы
- As Live as It Gets (2003)

### Blaze Bayley
Студийные альбомы:
- The Man Who Would Not Die (2008)
- Promise and Terror (2010)
- The King of Metal (2012)
- Infinite Entanglement (2016)
- Endure and Survive — Infinite Entanglement Part II (2017)
- The Redemption of William Black — Infinite Entanglement Part III (2018)
- December Wind (2018)
- War Within Me (2021)
- Circle of Stone (2024)

Концертные альбомы:
- The Night That Will Not Die (2009)
- Live in France (2019)
- Live in Czech (2020)

Сборники:
- Best of (2008, был доступен к продаже только через официальный сайт)
- Soundtracks of My Life (2013)

Синглы:
- «Robot» (2008, был доступен к продаже только через официальный сайт)

DVD:
- Alive in Poland (2007)
- The Night That Will Not Die (2009)

### Blaze Bayley & Thomas Zwijsen
- Russian Holiday (2013, available only through the band’s official website)

### Участие в других проектах
- Cerebral Fix - Bastards (1991, вокал на "Smash It Up")
- The Almighty - Powertrippin' (1993, бэк-вокал на "Jesus Loves You ... But I Don't")
- Armageddon over Wacken Live 2004 (CD/DVD, 2005) (совместно с Doro)
- Doro - Classic Diamonds (DVD, 2004) (совместный вокал на "Fear of the Dark")
- Doro - 20 Years A Warrior Soul (DVD, 2006) (совместный вокал на "Bad Blood" и "All We Are")
- Dragonsclaw - Prophecy (CD, 2011) (вокал на "Prophecy is a Lie")
- Lonewolf - Army of the Damned (CD, 2012) (вокал на "The One You Never See")
- Trooper - Mercy Killer (2012) (совместный вокал c Alin 'Coiotu' Dinca на "Mercy Killer")
- Sinnergod - It's A Wonderful Life (Сингл, 2012)
- SoulSpell - Hollow's Gathering (CD, 2012) (в роли тёмного рыцаря Баннета на "The Keeper's Game")
- Ouijabeard - Die and let live (CD, 2012)
- Thomas Zwijsen - Nylon Maiden (CD, 2012) (вокал на "The Clansman")
- Vessel - Introspective (CD, 2012) (вокал на пяти композициях)[1]
- Chris Declercq - A Miracle away (Сингл, 2012)
- A Sound of Thunder - Time's Arrow (CD, 2013) (вокал на "My Disease")
- Ghostshift - Is My Enemy (CD, 2013) (вокал на "Short Days Ago")
- Grimskull - Grimskull (CD, 2013)
- John Steel & Blaze Bayley - Nightmare (Сингл, 2013)[2]
- John Steel & Blaze Bayley - Evil Sky (Сингл, 2013)
- Wolfpakk - Cry Wolf (CD, 2013)
- Genghis Khan - Genghis Khan was a rocker (CD, 2013) (вокал на "Revenge in the Shadows")
- Lehmann - Lehmanized (CD, 2013) (вокал на "Laid so low")
- Алексеевская площадь - Зона риска (CD, 2014) (вокал на Hero)